# 가좌초등학교 (경남)
가좌초등학교는 대한민국 경상남도 진주시 가좌동에 있는 초등학교다.

## 학교 연혁
- 2005. 03. 21 학교 착공
- 2006. 03. 01 12학급 개교(387명)
- 2006. 03. 01 초대 정용석 교장 취임
- 2006. 03. 01 경상남도교육청 지정 교육공동체 시범학교 운영
- 2007. 03. 01 교육인적자원부 지정 방과후학교 시범학교 운영
- 2008. 03. 01 경상남도교육청 지정 평생교육 지역 중심학교 운영
- 2008. 12. 17 ‘2008 이웃과 함께’ 봉사활동 우수학교 표창(경상남도교육청)
- 2008. 12. 26 교육과학기술부 선정 ‘100대 교육과정 우수학교’
- 2009. 03. 01 경상남도교육청 지정 특색과제 자율시범(독서교육)학교 운영
- 2009. 11. 01 학교평가 최우수학교
- 2010. 03. 01 제2대 김상권 교장 취임
- 2010. 03. 01 경상남도교육청 지정 교내장학활성화 시범학교 운영
- 2011. 03. 01 진주교육대학교 교육실습 협력학교 운영
- 2011. 09. 01 제3대 김회부 교장 취임
- 2012. 10. 17 전국 우수 도서관 선정(문화체육관광부 장관 표창)
- 2014. 02. 14 제8회 졸업장 수여식(총 졸업생 누계 863명)
- 2014. 03. 01 제4대 신선애 교장 취임
- 2014. 03. 01 31학급(특수학급1), 유치원 3학급 편성
- 2015. 02. 17 제9회 졸업장 수여식(총 졸업생 누계 996명)
- 2015. 03. 02 28학급(특수학급1), 유치원 3학급 편성
- 2015. 09. 01 제5대 박진우 교장 취임
- 2016. 02. 05 제10회 졸업장 수여식(총 졸업생 누계 1,099명)
- 2016. 03. 01 경상남도교육청 지정 행복맞이학교 운영